# Flight management system
Een flight management system of FMS is een gecomputeriseerd avionica-systeem dat wordt aangetroffen in de meeste commerciële- en privévliegtuigen. Het flightmanagementsysteem helpt de piloten bij navigatie van het vliegtuig en het (economisch) plannen (verticaal en lateraal) van de route.

## Beschrijving

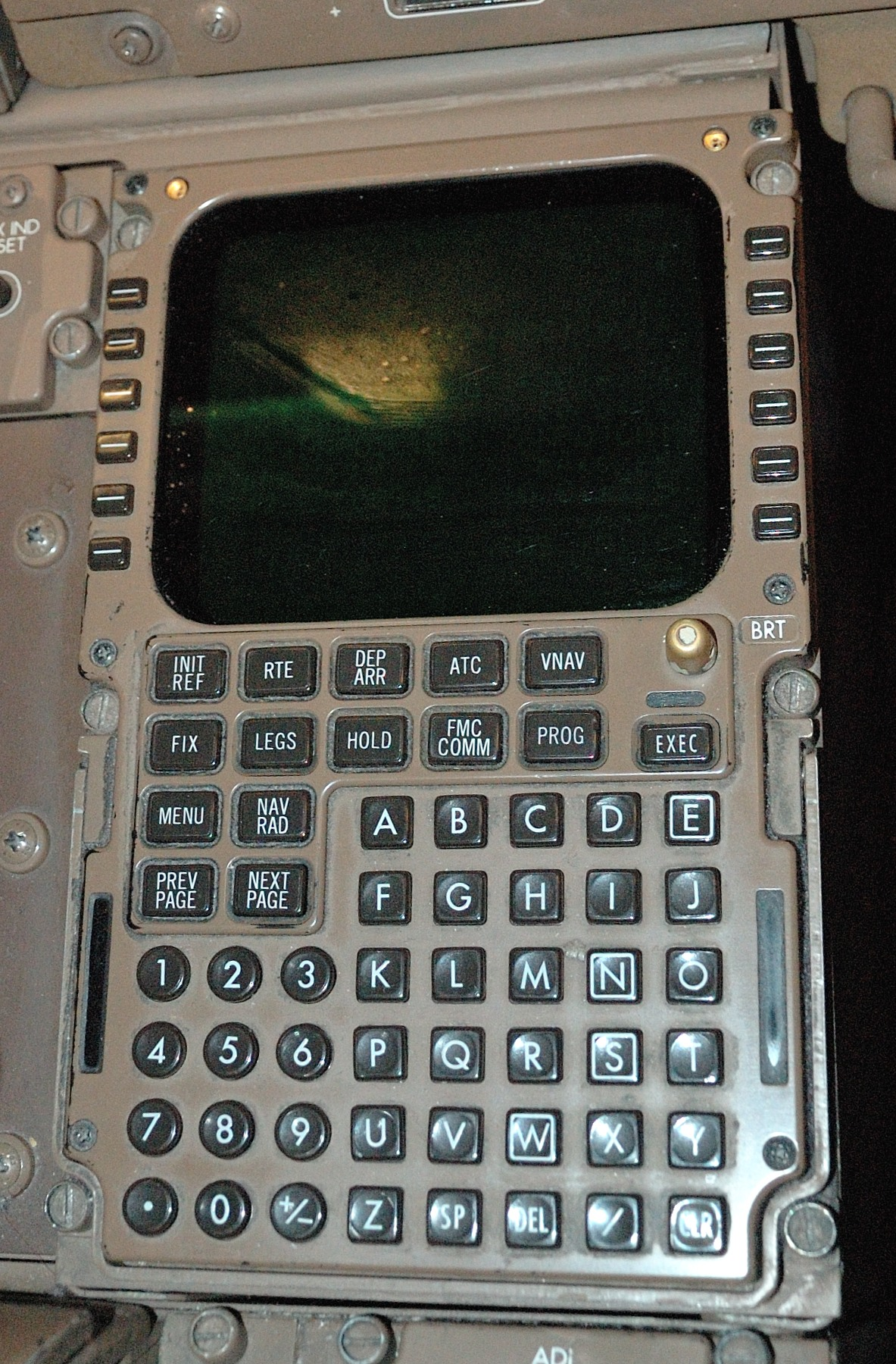
Honeywell FMC in een Boeing 767-300

Het FMS bestaat uit drie onderdelen: FMC (Flight Management Computer), automatische piloot (ook wel "Auto Flight System" genoemd), en navigatiesystemen zoals IRS (Inertial Reference System) en GPS. De FMC is het centrale onderdeel. Het geeft horizontale (LNAV Lateral Navigation) en verticale (VNAV Vertical Navigation) koersbegeleiding op basis van recente informatie uit het IRS, navigatie-instrumenten zoals VOR's (VHF Omnidirectional Range) en air data (CADC, Central Air Data Computer).
Daarnaast bevat de flightmanagementcomputer een navigatie-database. Met behulp van deze database wordt de vooraf geplande route ingevoerd. Tijdens de vlucht kunnen hier aanpassingen op worden gemaakt, al naargelang de situatie. Ook de prestatiegegevens van het vliegtuig zijn in de flightmanagementcomputer opgeslagen. Aan de hand van deze z.g. 'performance data' kan een optimale route worden berekend gericht op bijvoorbeeld een zo gunstig mogelijk brandstofverbruik of een zo groot mogelijk vliegbereik.
Het FMS wordt doorgaans na de start van het vliegtuig gekoppeld aan de automatische piloot die de opdrachten van de FMC op die manier kan uitvoeren en zo het vliegtuig bestuurt.